# ジョージ・ド・モーレンシルト
ジョージ・セルギウス・ド・モーレンシルト（英: George Sergius de Mohrenschildt、ロシア語: Георгий Сергеевич де Мореншильд、1911年4月17日 - 1977年3月29日）は、アメリカ合衆国の石油地質学者ならびに、ロシア貴族の出自を持つ政治難民である。
1962年の夏、リー・ハーヴェイ・オズワルドと親しく交流したことが最も良く知られている。ド・モーレンシルトは、オズワルドがケネディ大統領暗殺事件を起こすまで交流が続いていたと主張している。実際のところは、オズワルドがエドウィン・ウォーカー将軍暗殺未遂事件（1963年4月10日）を起こした後にオズワルド家を訪れた4月14日以降、一切の面会・手紙のやりとりは途絶えている。ド・モーレンシルトは、ウォーレン委員会によるケネディ大統領暗殺事件調査報告書へ、最長の証言を寄せた一人であった。

## 人生

### 幼少期から青年期まで
ド・モーレンシルトは1911年4月4日（ユリウス暦、グレゴリオ暦では4月17日）に、イェジ・セルギウス・フォン・モーレンシルト (Jerzy Sergius von Mohrenschildt) として、ロシア帝国のマズィル（現在のベラルーシ）で生まれた。上には兄ディミトリ (Dimitri) がいた。父セルゲイ・アレクサンドロヴィチ・フォン・モーレンシルト (Sergey Alexandrovich von Mohrenschildt) はロシア貴族の出自を持ち、バルト・ドイツ人、スウェーデン貴族、ロシア人の血を引いていた。
ウォーレン委員会でド・モーレンシルト本人が語ったところによると、父セルゲイは1913年から1917年までミンスク県の貴族の元帥を務めており、市議会議員 (Actual Civil Councilor) として文民ながら少将に相当する地位であったという。ロシア内戦最中の1920年、父セルゲイは反ソビエト的扇動行為を行ったとしてボリシェヴィキに逮捕された。父は生涯の国内追放を言い渡され、ロシア北部の町ヴェリキイ・ウスチュグへ移送されることになった。ド・モーレンシルトは後にウォーレン委員会の席で、父セルゲイはヴェリキイ・ウスチュグへの移送を待つ間に病気になったと証言している。ユダヤ系ベラルーシ人の医師2名が監獄でセルゲイを診察し、食事を止めればもっと病気らしく見えると助言した。その後医師たちはソビエト政府へ、セルゲイはヴェリキイ・ウスチュグへの移送に耐えられる病状ではないと証言し、彼の自宅療養を進言した。ソビエト政府は、ヴェリキイ・ウスチュグへ移送できる体調になるまで毎週彼を診察するとの条件で、これを認めた。セルゲイが解放された後、彼は妻と息子のド・モーレンシルトを伴って、干し草詰めの荷馬車でポーランド第二共和国へと逃走した（ド・モーレンシルトの兄ディミトリは死刑執行前だったが、後に捕虜交換の一環でポーランドへ送還された）。亡命旅の途中、ド・モーレンシルト一家は腸チフスに罹り、家族がポーランドに到着した直後、母アレクサンドラがチフスのため亡くなった。
母アレクサンドラの死後、ド・モーレンシルトと父セルゲイは、一家が6エーカーの地所を所有していたヴィルノ（現在のリトアニア首都・ヴィリニュス）へ向かった。ド・モーレンシルトは1929年にヴィルノのギムナジウムを卒業し、1931年にはポーランド騎兵学校 (the Polish Cavalry Academy) を卒業した。また修士号を得るためThe Institute of Higher Commercial Studies（商科大学に相当）に進学した。アメリカ合衆国がラテン・アメリカに与えた経済学的影響に関する論文を仕上げ、1938年にベルギーのリエージュ大学で国際通商に関する理学博士号を得た。
ド・モーレンシルトは1938年5月にアメリカ合衆国へ移住し、自身のノビリアリー・パーティクルをゲルマン語系の「フォン」"von" からフランス語の「ド」"de" へと法的に変更した。ド・モーレンシルトによると、当時彼は、アメリカ合衆国が第二次世界大戦に参戦する前にナチス・ドイツに代わってアメリカの石油取引に入札した人々など、親ナチス運動に関わる人物の情報を集めていた。彼の言に拠れば、この情報収集の更なる目的は、フランスがドイツより高値で石油を落札できるように助けることであったという。
ド・モーレンシルトは1938年の夏を兄ディミトリと共にニューヨーク州のロングアイランドで過ごした。ディミトリもジョージと同じく完全な反共主義者であった上、ウィリアム・ドノバンが創設した戦略情報局のエージェントでもあり、冷戦期にはラジオ・フリー・ヨーロッパ、ラジオ・リバティの創設にも関与した。
ニューヨーク滞在中、ド・モーレンシルトはブーヴィエ一家と知己を得ることになったが、その中には未来のファーストレディかつJFK夫人であるジャクリーン・ブーヴィエもいた。大きくなったジャクリーンはド・モーレンシルトのことを「ジョージおじさん」(Uncle George) と呼び、彼の膝に乗ろうとすることもあったという。彼は中でもジャクリーンの叔母であるイーディス・ユーイング・ブーヴィエ・ビールと親しい友人になった。
ド・モーレンシルトは1939年から1941年にかけて短期間保険事業に手を出したが、仲買人からの審査に失敗して頓挫した。1941年には、遠縁のいとこベレンド・メイデル（英: Berend Maydell）が所有するニューヨークの映画製作会社、フィルム・ファクツ (Film Facts) と関係を持つようになった（メイデルは「メイデル男爵」"Baron Maydell" と呼ばれ、この当時は親ナチ派であった上にナチス・ドイツのスパイだったとも噂されている）。この会社で、ド・モーレンシルトはポーランドにおけるレジスタンス活動に関するドキュメンタリー映画を作成した。CIA長官だったリチャード・ヘルムズのメモによると、ド・モーレンシルトは「ナチス・ドイツの諜報部員だと通報されて」おり、1942年にCIA就職を試みるも門前払いとなった。
1942年、ド・モーレンシルトはアメリカ人のティーンエイジャー、ドロシー・ピアソン (Dorothy Pierson) と結婚した。ふたりの間には娘アレクサンドラ（通称アレクシス、英: Alexandra "Alexis"）が生まれたが、1944年はじめに離婚した。1945年、ド・モーレンシルトはテキサス大学オースティン校で石油地質学の修士号を得た。

### ダラスとオズワルド、そしてハイチ
第二次世界大戦後、ド・モーレンシルトはベネズエラへ移り、ウィリアム・フランク・バックリー・シニア一家が所有する会社パンテペック・オイル (Pantepec Oil) に就職した。1947年には、アメリカ合衆国国務省の外交官の娘だったフィリス・ワシントン (Phyllis Washington) と結婚したが、1949年に離婚した。同じ年、ド・モーレンシルトはアメリカ合衆国の市民権を得た。1950年には、義理の甥であるエドワード・フッカー (Edward Hooker) と石油投資会社を立ち上げ、ニューヨーク市、デンバー、アビリーン (テキサス州)に事務所を構えた。1951年には医師のウィン・"ディディ"・シャープルズ (Wynne "Didi" Sharples) と3度目の結婚をした。翌年にはテキサス州ダラスに夫婦で引っ越し、石油業者のクリント・マーチソン・シニアから職を得て石油地質学者として働いた。シャープルズとの間には息子と娘1人ずつが生まれたが、どちらも嚢胞性線維症に罹患していた（息子は1960年、娘は1973年に原病死している）。シャープルズとは1957年に離婚した。
その後彼はダラス石油クラブ (The Dallas Petroleum Club) に参加し、ダラス国際問題評議会の一員となり、地元の大学で教えるようになった。長年の友人であった海洋油田技術者のジョージ・キッチェル (George Kitchel) は連邦捜査局 (FBI) の聞き取りに対して、ド・モーレンシルトはクリント・マーチソン・シニア、H・L・ハント、ジョン・W・メコム・シニア、シド・W・リチャードソンなど石油業界の重鎮と親しくしていたという。彼はまたテキサスの右翼運動クルセイド・フォー・フリーダムに参加したが、そのメンバーにはアール・カベル、エヴェレット・リー・デゴライアー、デイヴィッド・ハロルド・バード、テッド・ディーリーなどがいた。
1957年には、アメリカ合衆国政府が支援する国際協力局の地理学的実地調査を率いるため、ユーゴスラビア社会主義連邦共和国へ向かった。ユーゴスラビア滞在中、彼は軍事要塞のスケッチをしようとしたとして当局に摘発された。アメリカ合衆国に帰国した後、彼の行動はワシントンとダラスのCIAで報告されることになった。
1957年の離婚後、1959年6月に4人目の妻であるジーン・レゴン (Jeanne LeGon) を迎えたが、彼女は元ダンサー・モデルで、ロシア系アメリカ人でもあった。レゴン（出生名ユージニア・フォメンコ、英: Eugenia Fomenko）は東清鉄道の取締役（後に共産主義者に殺害された）の娘だった。1960年暮れから1961年にかけて、夫妻は中央アメリカからカリブ海を旅して回った。この度は1960年に一人息子を亡くした悲しみを癒やすのに役立った。一方で彼は旅行先での出来事についてアメリカ合衆国政府に報告書を提出し、この度の最中で撮影された写真からは、彼がアメリカ合衆国のコスタリカ大使と面会したことを示している。
1962年夏、彼はテキサス州フォートワースで、リー・ハーヴィー・オズワルドと、ロシア生まれの妻マリーナ・オズワルドに紹介された。1964年に行われたウォーレン委員会の席で、フォートワースのロシア系アメリカ人コミュニティで有力人物だった、石油業界のジョージ・ブーエ (George Bouhe) の手引きでオズワルドと面会したと証言している。ド・モーレンシルトはオズワルドについて、マックス・クラーク（英: Max Clark、ド・モーレンシルトはFBIのために働いていると考えていた） や、J・ウォルトン・ムーア（英: J. Walton Moore、ド・モーレンシルトは「政府の人間——FBIか中央情報局 (=CIA) のどちらか」と述べている）と議論したと述べている。ウォルトン・ムーアは1957年から、ド・モーレンシルトの海外渡航に関して複数回報告を挙げていた。彼の直感は正しく、アメリカ合衆国下院暗殺調査特別委員会が入手したCIAの機密解除済文書によると、ウォルトン・ムーアはダラスにあるCIAの国内接触部 (Domestic Contacts Division) のエージェントであった。ド・モーレンシルトはオズワルドとの面会直後、ウォルトン・ムーアやフォートワースの弁護士だったマックス・E・クラークに、オズワルドを手助けしても自身は安全なのか訊ねたという。情報を求めたうちのひとりからは、オズワルドは「見たところ安全」("seems to be OK") で、「害の無い変人」("he is a harmless lunatic") だと聞いたと証言した。しかしながら、ウォーレン委員会の席では、この発言を誰がしたのか覚えていないとしている。（1978年に下院暗殺調査特別委員会が聴取した際、ウォルトン・ムーアは「ド・モーレンシルトと『定期的に』接触していた」("had 'periodic' contact with de Mohrenschildt") が、本人がオズワルドに関して心配していたような素振りはなかったと回想している。この時期、共産主義国を旅した1万人以上の合衆国民について、CIAは定期的な報告書を挙げていた）。ヒューストンでの週末旅から帰宅したある日、ド・モーレンシルトは誰かが自宅に押し入り、個人的な論文やその他の書類を複写していったことに気付いた。この時、オズワルドから読むよう渡された文書もあったため、彼はそれが複写されたのではないかと気付いた。ド・モーレンシルトの1番の心配は、家探しの背後にCIAがいないかということだった。ド・モーレンシルトによれば、ウォルトン・ムーアはCIAの関与についてきっぱりと否定したという。
1962年10月、オズワルドはド・モーレンシルトにフォートワース近郊での仕事を首になったと話した。これに対しド・モーレンシルトは、ダラスでもっと良い仕事を見つけるチャンスがあると勇気づけた。その言葉通り、オズワルドはすぐにダラスの写真会社イェガース＝チャイルズ＝ストーヴァル (Jaggars-Chiles-Stovall) に雇用された。ド・モーレンシルトの妻と娘は後に、この職をオズワルドにあてがってやったのはド・モーレンシルトなのだろうと証言している。
1963年4月14日、ド・モーレンシルト夫妻はダラスにあったオズワルドのアパートを訪れた。オズワルドの妻マリーナがジーンにアパートを見せて回り、ふたりはクローゼットの壁に立て掛けられたオズワルドのライフルを見つけた。ジーンは夫にオズワルドがライフルを持っていたと放したが、彼はオズワルドに向かって、「君がウォーカー将軍を思いつきで撃った張本人なのか？」と冗談を飛ばした（エドウィン・ウォーカー将軍は超保守的政治家で、ド・モーレンシルトも「オズワルドが彼を嫌っていたことを知っていた」）。オズワルドはこの冗談に対して、発現の張本人へ微笑み返したという。エドワード・ジェイ・エプシュタインによるインタビューの中で彼は、オズワルドがウォーカー将軍を殺害しようとしたに違いないとCIAへ話したと述べている。同じインタビューでは、「私はことの前にも後にもCIAに話をした。そのせいで私は台無しになったんだ」("I spoke to the CIA both before and afterwards. It was what ruined me.") と語っている。ケネディ大統領暗殺事件を調査したウォーレン委員会では、夫妻のオズワルド家訪問直前、1963年4月10日に起こったウォーカー将軍の暗殺未遂事件は、オズワルドの手によるものと結論付けている。直後の1963年6月、ド・モーレンシルトはハイチへと移住したが、その目的は純粋に商業的・地理学的興味のためであったとウォーレン委員会で証言している。
1963年11月22日にケネディ大統領暗殺事件が起こった後、ド・モーレンシルトは1964年4月のウォーレン委員会組織前から証言を続けた。当時ペンタゴンとCIA間のリエゾン・オフィサー（連絡将校）を務めていたフレッチャー・プラウティによると、ド・モーレンシルトは審問の最中に、前CIA長官でウォーレン委員会の委員でもあるアレン・ウェルシュ・ダレスと複数回私的に昼食を共にしていたという。1966年11月、ド・モーレンシルトはハイチを離れて再びダラスに戻ってきた。1967年の間、オーリンズ地区で地方検事を務めていたジム・ギャリソンが、クレイ・ショウ裁判の一環としてド・モーレンシルト夫妻を審問した。ギャリソンは、夫妻が口を揃えてオズワルドは暗殺計画の生け贄だったと主張していたと述べている。ギャリソンはド・モーレンシルトについて、オズワルドに対する無意識の「ベビーシッターであって……保護役に割り当てられたか、そうでなければオズワルドの一般的福祉を見守るかという役割を与えられた」ひとり ("baby-sitters ... assigned to protect or otherwise see to the general welfare of Oswald.") だと結論付けた。

### 後の人生、そしてCIA長官への書状
ジョージとジーンのド・モーレンシルト夫妻は、1973年4月3日にダラスで14年余りの結婚生活に終止符を打った。この事実は地元新聞で報じられることもなく、ふたりは夫妻であるように振る舞い続けた。1976年9月17日、CIAはFBIへド・モーレンシルトの居場所を突き止めるよう指示したが、これは彼が「CIA長官と接触しようとした」("attempted to get in touch with the CIA Director.") ためである。1976年9月5日、ド・モーレンシルトは当時のCIA長官だったジョージ・H・W・ブッシュに支援を求めて書簡を送っている。彼はブッシュ家とも知己を得ており、中でもジョージ・H・W・ブッシュはマサチューセッツ州アンドーバーのフィリップス・アカデミーでド・モーレンシルトの甥エドワード・G・フッカー（英: Edward G. Hooker、兄ディミトリの継子）と同室だった。手紙には次のように書かれている。
【ド・モーレンシルトからの書状】"You will excuse this hand-written letter. Maybe you will be able to bring a solution to the hopeless situation I find myself in. My wife and I find ourselves surrounded by some vigilantes; our phone bugged; and we are being followed everywhere. Either FBI is involved in this or they do not want to accept my complaints. We are driven to insanity by the situation. I have been behaving like a damn fool ever since my daughter Nadya died from [cystic fibrosis] over three years ago. I tried to write, stupidly and unsuccessfully, about Lee H Oswald and must have angered a lot of people — I do not know. But to punish an elderly man like myself and my highly nervous and sick wife is really too much. Could you do something to remove the net around us? This will be my last request for help and I will not annoy you any more. Good luck in your important job. Thank you so much."

（訳文：手書きの書状であることお詫びします。私自身の絶望的な状況に解決策を与えてくれるのではないかと思います。妻と私は自警団に囲まれていることに気付きました。電話は盗聴され、どこに行っても付きまとわれます。FBIさえこれに関与していて、私の苦情を受け付けてはくれません。この状況に気が狂いそうです。娘のナディアが[嚢胞性線維症で]3年前に死んでから、ずっとこんな馬鹿みたいな気持ちなのです。リー・H・オズワルドについて書こうとしてきましたが、愚かにも上手く行かず、大勢を怒らせたに違いないと考えています——確かではありませんが。それでも、私のような老いた男や、すこぶる神経質で病気の妻を罰するのはやり過ぎだと思うのです。我々の周りの網を取り除くのに、何かできませんか？これが最後のお願いで、この先決してお手を煩わせません。あなたの重要なお仕事に幸あれ。大変ありがとう。）
この手紙にブッシュは次のように応じた。
【ブッシュからの書状】"Let me say first that I know it must have been difficult for you to seek my help in the situation outlined in your letter. I believe I can appreciate your state of mind in view of your daughter's tragic death a few years ago, and the current poor state of your wife's health. I was extremely sorry to hear of these circumstances. In your situation I can well imagine how the attentions you described in your letter affect both you and your wife. However, my staff has been unable to find any indication of interest in your activities on the part of Federal authorities in recent years. The flurry of interest that attended your testimony before the Warren Commission has long subsided. I can only speculate that you may have become "newsworthy" again in view of the renewed interest in the Kennedy assassination, and thus may be attracting the attention of people in the media. I hope this letter had been of some comfort to you, George, although I realize I am unable to answer your question completely."

（訳文：最初に、お手紙でお伝えいただいた状況に対して手助けを求めるのがいかにお辛いことだったかお察しいたします。数年前に起こったご令嬢の悲劇的な死、そして現在の奥様の健康状況に対して、お見舞いを申し上げます。現状を伺って大変申し訳なく存じます。手紙に綴られたような注目が、あなたの立場ならばどんなにご夫妻に影響を与えるかよく分かります。しかしながら、[CIA職員の調査では]、ここ数年連邦当局があなたの動きに関心を持っているような様子は見受けられませんでした。ウォーレン委員会前にあなたの証言に寄せられたにわかな興味関心というのは、鎮まって長らく経っています。私から申し上げられるのは、ケネディ暗殺事件に対して新たな興味が湧き、あなたが再び「新聞種に」なって、メディアの人々の注目を集めているのではないかとの推察です。質問の全てには答えられていないのは承知ですが、この手紙で心が安まりますよう、ジョージへ。）—ジョージ・H・W・ブッシュ、アメリカ合衆国中央情報長官 [CIA Exec Reg. # 76,51571 9.28.76]
1976年11月9日、ジーンは3ヶ月の日程でテキサス州の精神科施設へド・モーレンシルトを入院させ、ダラス地区で彼が4回の自殺未遂を行ったという宣誓供述書を作成した。この中では、ド・モーレンシルトが抑鬱・幻聴・幻視に悩まされ、CIAとユダヤ系マフィアが自分を迫害するのではないかと信じていたと書かれている。3ヶ月の予定だったが、この年の年末には施設を退所してしまった。
オランダのジャーナリストウィレム・オルトマンズによると、1967年に「オランダの真剣で有名な透視能力者」("serious and famous Dutch clairvoyant")ジェラール・クロワゼが、オズワルドを影で操った陰謀者のビジョンを見たという。クロワゼの描写からオルトマンズはド・モーレンシルトに辿り着き、両者は連絡を取り合うようになる。1977年、オルトマンズはテキサス州へ赴き、ド・モーレンシルトをオランダへと連れ出した。オルトマンズは、クロワゼの元へ連れて行くため、ド・モーレンシルトを精神科施設から救出したのだ、と主張している。オルトマンズによると、クロワゼはド・モーレンシルトこそビジョンで見た人物だと認めたという。オランダ到着後オルトマンズは、ロシア人の友人複数人と彼を誘い出したと話している。一行はブリュッセルへ向かい、ベルギーの中でもフランス語圏のリエージュへ行こうと計画を立てた（オルトマンズはリエージュ近郊の田舎町に邸宅を所有していた）。ブリュッセルへ帰った後、ド・モーレンシルトは散歩に出掛けると言ってそのまま帰ってこなかった。直前にはオルトマンズやその友人と昼食を共にする約束をしていたため、彼はド・モーレンシルトの帰りを待ったが、彼は決して戻ってこなかったという。

### 自殺
1977年3月16日、ド・モーレンシルトは帰国した。娘が本人と長話をしたが、何かにひどく悩まされている様子で、自殺企図を露わにしていたという。3月29日、ド・モーレンシルトはエドワード・ジェイ・エプシュタインからのインタビューを受け、この中で1962年にダラスのCIA職員J・ウォルトン・ムーアとその協力者のひとりが、フォートワース近郊に住むオズワルドの住所を彼に知らせ、オズワルドを彼がきっと気に入るだろうと示唆したことを明かした。彼はムーアに対して、ハイチのアメリカ大使館から何らかの手助けを得られればありがたいと仄めかしたという。ド・モーレンシルトは「ムーアが許可していなければ、オズワルドと連絡を取ることなど100万年ありえなかっただろう」「[さもなくば]危機に晒され過ぎている」("I would never have contacted Oswald in a million years if Moore had not sanctioned it" / "Too much was at stake.") と述べている。エプシュタインのインタビューと同日、ド・モーレンシルトは下院暗殺調査特別委員会の調査官だったガエトン・フォンジから名詞を受け取り、是非お目に掛かりたいと申し入れられた。下院暗殺調査特別委員会はド・モーレンシルトのことを「重要参考人」("crucial witness") と考えていた。この午後、ド・モーレンシルトはフロリダ州マナラパンで、散弾銃で頭を撃ち抜き死亡した。検死官により自殺と結論付けられた。
2012年の本『ケネディ暗殺 50年目の真実』の中で、ニュースキャスターのビル・オライリーは、ド・モーレンシルトが自殺を試みて引き金を引いた瞬間に、彼の家の表玄関をノックしていたと主張している。しかしながらオライリーの主張は偽であることが分かっている。オライリーとフォンジの間でやりとりされた同時期の電話が録音されているが、この内容から、当時のオライリーはロシア人移民を調査していたことが確認されている。しかしながら、オライリーは彼の自殺についてフォンジから聞いたに留まっており、当時はフロリダにいたどころか、テキサス州ダラスにいたのだった。

## ケネディ暗殺事件調査の過程で

### 下院暗殺調査特別委員会
1977年4月2日、ウィレム・オルトマンズは下院暗殺調査特別委員会に、ド・モーレンシルト自身から、ケネディ大統領暗殺事件に共謀したと仄めかされたと供述した。また彼の弁護士を務めていたパット・S・ラッセル (Pat S. Russell) は、「間違いなく共謀があったと感じていて、その中身は間違い無くジョージの意見だ」("I definitely feel there was a conspiracy and that definitely was the opinion of George.") と証言した。オルトマンズは密室で3時間あまり証言を行い、委員会の席でド・モーレンシルトから「オズワルドと暗殺のあらゆる側面について議論した」と聞いたと証言した。彼はまた「ド・モーレンシルトからは、オズワルドは自分の指示通り働いており、オズワルドがケネディを暗殺するであろうことは知っていたのだと聞かされた」("De Mohrenschildt told me that Oswald acted at his (de Mohrenschildt's) instructions and that he knew Oswald was going to kill Kennedy") と証言している。
1978年7月6日、ジョゼフ・ドライアー (Joseph Dryer) は特別委員会の席で、彼とド・モーレンシルトがジャクリーン・ランスロット (Jacqueline Lancelot) という女性と協力していたことを明かした。ドライアーとランスロットとの協力関係の中には、ドライアーがCIAとの繋がりを持っていると考えたアメリカ国内の人物について、彼女に通告するという業務も含まれていた。ドライアーは暗殺事件直後に、20〜25万ドルという「まとまった」("substantial") 額がド・モーレンシルトの口座に移された事実をランスロットから聞かされた。彼は更に、ド・モーレンシルトは石油調査のためにハイチに来たと話していたものの、正直なところ「何をしていたのか分からなかった」("I could never figure out what he did.") と述べている。彼はド・モーレンシルトが「何らかの諜報機関との繋がり」("some intelligence connection") を持っていたと信じている。
委員会の調査官を務めたガエトン・フォンジは、1963年遅くに「ハイチにあるド・モーレンシルトの口座には、まとまった額の預金が複数回振り込まれ、1度などバハマの銀行から20万ドルが振り込まれたこともあった」("several large deposits popped up in de Mohrenschildt's Haitian bank account including one for two hundred thousand dollars from a Bahamian bank.") と述べている。この一件は、ド・モーレンシルトとクレマード・ジョゼフ・チャールズ（英: Clemard Joseph Charles、当時ハイチのフランソワ・デュヴァリエ大統領の助言者を務めていた）が「（恐らくは）サイザルアサのプランテーションを運営していた頃の出来事だが、事業は打ち捨てられ、2人とも寄りつかなかった」("were 'supposedly' running a sisal plantation, a derelict operation they never went near.") と言われている。
1976年、ド・モーレンシルトに関するCIA内部文書の中で、当時長官を務めていたジョージ・H・W・ブッシュは、「一時期彼は大金を持っていて、湯水のように使っていた」("At one time he had/or spent plenty of money.") と述べている。

### もうひとつの裏庭写真

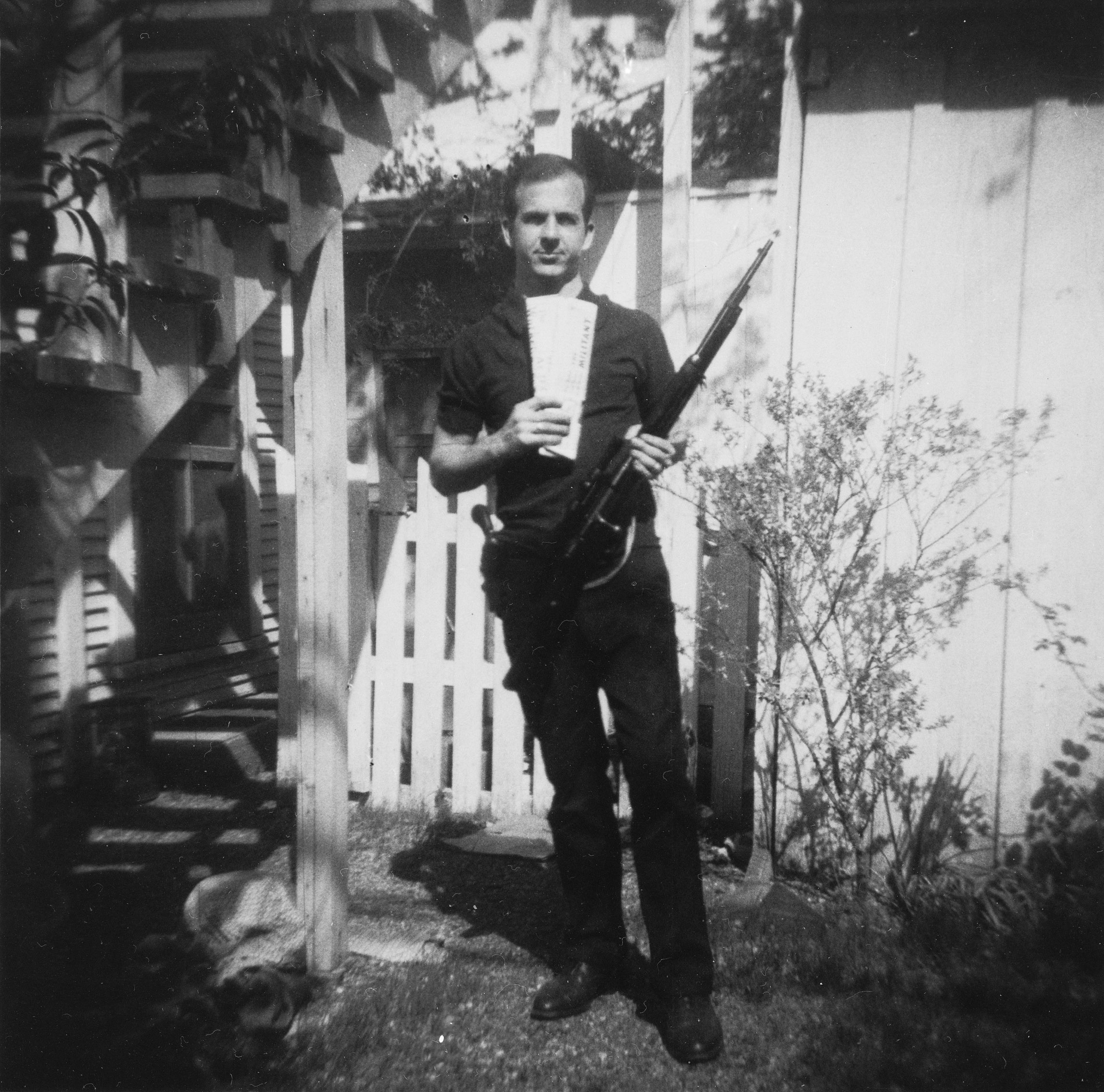
Image CE-133A、「裏庭写真」"backyard photos" として知られる3枚のひとつ。1963年4月にオズワルドからド・モーレンシルトへ送られた写真で（複写第1版）、写真の裏にはオズワルドの手で日付と名前が綴られている。この写真でオズワルドはカルカノのライフルを持っているが、教科書倉庫で見つかり暗殺に使用されたと考えられるものと特徴が一致している。彼の手にある新聞2誌はマルクス主義のもので、片方は『ザ・ワーカー』（親ソビエト連邦派かつスターリンの死まで親スターリニズムだった）、もう片方はトロツキストの新聞『ザ・ミリタント』で、こちらは反スターリニズム・反ソ連であった。

1977年4月1日、ジーン・ド・モーレンシルトは下院暗殺調査特別委員会に対して、マリーナ・オズワルドが撮影したリー・ハーヴィー・オズワルドの写真を提出した。ダラスの家の裏庭に立ち、新聞2誌とライフルを持った上、腰には拳銃を巻いた状態で写っている。暗殺事件後見つけ出されたオズワルドの写真と同様であるが、このコピーの存在は今まで知られていなかった。写真の裏側には、「友人ジョージへリー・オズワルドから」("To my friend George from Lee Oswald") と書かれ、1963年4月5日を示す "5/IV/63" という記載がなされているほか、「著作権：G.d.M.」（"Copyright G d M"、ド・モーレンシルトのイニシャル）、更にロシア語に翻訳された「ファシストを追う猟師、ハハハ！」(Hunter after fascists, ha-ha-ha!!!) というフレーズが書かれている。後の筆跡鑑定の結果、「友人ジョージへ」の一文とオズワルドの署名は本人によるものと判定されたが、残りがオズワルド夫妻・ド・モーレンシルトのうち誰の手なのかは分かっていない。ド・モーレンシルトは、マリーナが皮肉を込めて書いたのではないかと推察していた。
ド・モーレンシルトは自身の文書の中で、1963年5月のハイチ行きの荷造り最中にオズワルドの写真をなくしてしまい、ウォーレン委員会で写真について触れなかったのもこのためとしている（一方で1963年4月に彼がライフルを持っていたことも、ウォーカー将軍暗殺未遂について冗談を交わしたことも記録しているが）。ド・モーレンシルトによれば、1967年2月に夫妻がしまい込まれた論文の中からこの写真を見つけるまで、ずっと行方知れずだったのだという。下院暗殺調査特別委員会が1977年にこの写真を分析し、写真そのものは「裏庭写真」の中で複写第1版であり（ウォーレン委員会では同じ写真に証拠番号「CE-133A」が振られている）、1963年3月31日にこの写真が撮られたと推測している。

### 回顧録
ジーン・ド・モーレンシルトは下院暗殺調査特別委員会に対して、"I Am a Patsy! I Am a Patsy!'"（直訳：嵌められた! 嵌められた! ）と題された原稿の複写版を提出している。この原稿はド・モーレンシルトが1976年夏に完成させたもので、彼の「親愛な、親愛なる友人」("dear, dead friend") オズワルドとの関係について自ら綴ったものである。この原稿の中で、オズワルドの凶暴な姿などほとんど知らず、ケネディを暗殺できたような人物ではないと述べている。この推察は、オズワルドの政治的立ち位置に関するド・モーレンシルトの推測と、ケネディのリベラルな考え方から作られたものだった。この回顧録は2014年まで出版されていなかったが、同年にタイプ打ちされた原稿が下院暗殺調査特別委員会の補遺として出版された。
ド・モーレンシルトの文章の主眼は、1962年9月から1963年4月の短期間に、ド・モーレンシルト夫妻がオズワルド夫妻と知己を得た体験をまとめることにあった。第2の目的としては、オズワルド夫妻がド・モーレンシルト夫妻の専門的・私的人生の両方を蝕んだのだと瞑想することにあり、「オズワルド家との短い交流が、我々の人生に奇妙で好ましくない影響を与えたことを知らしめるべきだろう」"It must be acknowledged that our brief friendship with the Oswalds had strange and adverse effects on our lives." と書かれている。文章中ではオズワルドが有罪か無罪かという事実や、誰が真犯人なのかという点には興味が向けられていない。彼の原稿はマイケル・A・リネラ (Michael A. Rinella) が編集・注釈した上、カンザス大学出版局から2014年11月に出版された。

## メディアでの描かれ方
1991年の映画『JFK』では1960年代に本人と親交を結んだオランダ人ジャーナリストウィレム・オルトマンズが、1993年のテレビ映画『暗殺調書』ではビル・ボレンダーがそれぞれド・モーレンシルトを演じた。スティーヴン・キングのタイムトラベル小説『11/22/63』でもその名前が登場し、2016年のテレビ映画版『11.22.63』でもジョニー・コインが演じるド・モーレンシルトが登場した。ハイチでの生活は、ハンス・クリストフ・ブッフ (Hans Christoph Buch) による小説 "Haïti Chérie" で描かれている（ズーアカンプ、1990年）。truTVのシリーズ『陰謀論 脳侵略者』でも取り上げられ、本当はオズワルドを担当するCIAのハンドラーだったのだという説が主張された。
1997年、オランダの映画製作者テオ・ファン・ゴッホは、"Willem Oltmans, De Eenmotorige Mug"（ウィレム・オルトマンズ、単発エンジンのモスキート）と題した映画を発表した。この作品では、1977年の自殺事件までド・モーレンシルトと重ねた交流や、オズワルドの母マーガレット・オズワルドへの取材についてオルトマンズ本人が話している。